# Dimitrie Gavrilean
Dimitrie Gavrilean (n. 1942, Gura Humorului, județul Suceava – d. iulie 2012) a fost un pictor român.
Între anii 1960 și 1966 urmează Academia de Arte Nicolae  Grigorescu din București, secția Pictură, la clasa maestrului Corneliu Baba.
În 1969 devine membru al Uniunii Artiștilor Plastici din România.
Din 1997 a fost profesor  universitar în cadrul Universității de Arte "George  Enescu" din Iași, Facultatea de Arte plastice, Decorative și Design.

## Premii
- Premiul revistei “Cronica“ (1968)
- Premiul criticii pentru pictură al UAP din România (1969)
- Premiul național al Italiei pentru profesionalism (1984)
- Premiul pentru pictură “Ion Andreescu” al Academiei Române (1985)